# Ерарих
Ерарих (Erarich; († 541) е през октомври 541 г. крал на остготите за няколко месеца.
Ерарих е убит през октомври 541 г.
Ерарих е от ругите, от роднински народ, присъеденил се към остготите.
Той идва след Хилдебад на трона, непризнат e от много остготски благородници. Вместо него издигат за крал Тотила, племенник на Хилдебад и командир на крепост Тревизо, а Ерарих убиват през октомври 541 г.
Ерарих се обръща към император Юстиниан I, с надеждата да се спре Готската война.
Прави предложение на императора, на готите да се предостави едно transpadanisches Reich, царство, територия в Горна Италия, северно от река По, като федерати. Юстиниан I през 540 г. е съглсен с такъв план, но този път, положението е друго и Източенрим отказва.